# Deutsche Grammophon
Deutsche Grammophon (tiếng Đức: [ˈdɔʏtʃə ɡʁamoˈfoːn]; DGG) là hãng đĩa thu âm của Đức chuyên về nhạc cổ điển. DGG có trụ sở tại quận Friedrichshain tại Berlin, vốn là hãng đĩa tiền thân của PolyGram, và kể từ năm 1999 được sáp nhập vào tập đoàn Universal Music Group (UMG). DGG chính là hãng đĩa lâu đời nhất còn hoạt động cho tới ngày nay.

## Lịch sử
Deutsche Grammophon được thành lập vào năm 1898 bởi Emile Berliner – một doanh nhân người Mỹ gốc Đức và người sáng lập của Berliner Gramophone Company. Cháu trai của ông Joseph Sanders tiếp quản DGG. Doanh nghiệp được đặt trụ sở tại Hannover, và chỉ là chi nhánh phân phối của hai hãng đĩa Victor Talking Machine Company và British Gramophone Company. Hai công ty trên dừng hoạt động vào năm 1914 trước thềm Thế chiến thứ nhất, và DGG được tiếp quản quyền sở hữu bản thu nổi tiếng "His Master's Voice".
Năm 1941, DGG bị thâu tóm bởi Siemens & Halske. "His Master's Voice" được công ty con của EMI là Electrola mua bản quyền vào năm 1949. Năm 1962, Siemens cùng Philips hợp tác thành lập nên DGG/PPI Record, sau đó đổi tên thành PolyGram vào năm 1972. Vào thời điểm đó, DGG đã nổi tiếng khi là lựa chọn hàng đầu của nhiều nghệ sĩ, danh ca và nhạc trưởng nổi tiếng đương thời.
Năm 1969, hai hãng thu âm RCA Victor Red Seal và Columbia Masterworks của Anh liên tiếp thu âm những bản thu chất lượng kém, mở ra cơ hội để Deutsche Grammophon hợp tác cùng Decca Records và MGM Records để xâm nhập thị trường này. Thành công đã thu hút sự chú ý của những nghệ sĩ Mỹ như Arthur Fiedler và Dàn nhạc giao hưởng thành phố Boston.
Năm 1987, Siemens rút khỏi PolyGram, và chỉ một năm sau, Seagram từ Canada đã mua lại toàn bộ cổ phần của DGG và PolyGram để sáp nhập vào tập đoàn Universal Music Group. Kể từ đó, DGG hoạt động dưới sự kiểm soát của Vivendi trước khi được phát hành công khai lần đầu vào tháng 9 năm 2021.